# Patków (przystanek kolejowy)
Patków – przystanek na linii kolejowej Siedlce - Czeremcha, położony w Patkowie, w województwie mazowieckim, w Polsce.

## Ruch pasażerski
| Rok  | Wymiana pasażerska na dobę |
| ---- | -------------------------- |
| 2017 | 0-9                        |
| 2022 | 10-19                      |

## Połączenia
- Czeremcha
- Hajnówka
- Siedlce
- Mińsk Mazowiecki
- Warszawa